# Квецал
Квецал или дугорепи квецал (лат. Pharomachrus mocinno) врста је птице из фамилије трогона.

## Опис животиње
Ова птица достиже дужину од 40 cm, не рачунајући реп. Сам реп може бити дугачак и до 80 cm. Леђни део је зелене, а трбух црвене боје. На глави мужјака се налази нека врста мекане ћубе. Одлика припадника целе породице трогона је хетеродактилија; прсти су распоређени у два пара где су први и други окренути уназад, док су трећи и четврти окренути унапред. Ова одлика је својствена искључиво овој породици птици и ни једној другој.

## Понашање
Мужјаци су територијалне животиње и штите своју територију од уљеза. У време парења изводе спектакуларан лет, за који посматрачи тврде да је најлепши призор у свету птица, али који траје неколико секунди. Из круна дрвећа дижу се увис лелујавим летом, гласно се оглашавајући, да би се одмах потом обрушили и нестали међу крунама. Легло има најчешће два младунца. О њима се брину оба родитеља. Док воде бригу о младима, налазе се у вишим подручјима, да би се након тога поново вратили у низије.

## Исхрана
Главна храна су им бобичави плодови авокада. Тиме квецал врши расејавање ове биљке.

## Станиште
Квецал настањује јужноамеричке шуме. У кишним тропским шумама непрекидна влага обезбеђује довољно натрулих остатака стабала у којима се ова птица гнезди правећи рупе. Примерци ове врсте се могу видети у Костарики, Салвадору, Гватемали, Хондурасу, Мексику, Никарагви и Панами.

## Квецал као део традиције
Квецал је била света птица народа Маја и Кича, који су га представљали на многим цртежима и рељефима. Према веровању Маја и Астека ова птица је представљала бога ветра и симбол непрестаног обнављања живота. Називали су је „перната змија“ а Астеци су је сматрали и оснивачем њихове цивилизације. Међу скупоценим даровима које је шпански морепловац Ернан Кортез добио од астечког владара Монтезуме је и раскошна перјаница од 200 зелених пера из репа квецала. Овој птици посвећена је и национална химна Гватемале а њен лик је пуних 80 година био представљан на поштанским маркама ове земље.

## Квецал и човек
У време Астека свештеници су користили перје квецала за израду украса за главу. Међутим, поштовали су птицу и убијање квецала кажњавало се смрћу. Птицу су ловили због перја. Данас се нажалост и поред забране, ова птица хвата и убија. Оно што је позитивно јесте да се квецал сматра привлачним за екотуризам. Ипак, посматрање ове врсте није лак задатак јер се најчешће виђа рано ујутро када је шума под маглом и прилично мрачна.

## Угроженост
Пре доласка Европљана, квецал је био обожаван и самим тим заштићен. Данас је угрожен због криволова, али и због уништавања природног станишта. Кишне тропске шуме се иначе уништавају ради добијања обрадивих површина. Од 2000. године ова врста је на црвеном попису угрожених врста IUCN-а и стављена под заштиту Вашингтонског споразума.